# 10-й гвардейский Уральско-Львовский танковый корпус
1. перенаправление 10-я гвардейская танковая дивизия